# Raková u Konice
Raková u Konice là một làng thuộc huyện Prostějov, vùng Olomoucký, Cộng hòa Séc.